# Chuck Robb
Chuck Robb, Charles Spittal Robb (ur. 26 czerwca 1939) – amerykański polityk. Działacz Partii Demokratycznej (jej centrowego skrzydła).
W czasie wojny w Wietnamie służył w piechocie morskiej. W latach 60. poślubił córkę ówczesnego prezydenta USA Lyndona B. Johnsona, Lyndę. Ślub odbył się w Białym Domu.
Karierę polityczną rozpoczął w roku 1978, kiedy to objął funkcję wicegubernatora Wirginii. Urząd ten pełnił do roku 1982, w którym został wybrany gubernatorem tego stanu. Pełnił tę funkcję przez dwie dwuletnie kadencje.
Jako gubernator był jednym z inicjatorów stworzenia superczwartków, kiedy to odbywają się prawybory jednocześnie w wielu stanach. Był także jednym z twórców Democratic Leadership Concuil – przywództwa centrystów w partii. Za jego kadencji wznowiono też wykonywania kary śmierci w Wirginii.
W owym czasie uważano go za potencjalnego kandydata na stanowisko prezydenta bądź wiceprezydenta USA.
Po pokonaniu w wyborach republikanina Maurice'a Dawkinsa (ponad 76 punktami procentowymi) w roku 1988 Robb został senatorem. Stanowisko to zajmował nieprzerwanie aż do roku 2001. W roku 1991 był jednym z nielicznych senatorów demokratycznych (obok m.in. Ala Gore’a), którzy głosowali za wysłaniem wojsk do Zatoki Perskiej w celu wyzwolenia Kuwejtu.
W roku 1994 z trudem pokonał byłego pułkownika Olivera Northa (który zamieszany był przedtem w aferę Iran-Contras). Owa trudność była spowodowana wiązaniem go z aferą obyczajową.
W roku 2000 Robb został, po dwóch kadencjach spędzonych w Senacie, pokonany przez byłego republikańskiego gubernatora George’a Allena. Był wówczas jedynym obecnym senatorem demokratycznym, który stracił mandat w tamtych wyborach.
6 lutego 2004 roku Robb został zatwierdzony przez prezydenta George’a W. Busha na współprzewodniczącego komisji, badającej skutki i powody wojny w Iraku, która miała stwierdzić, czy istotnie znajdowała się tam broń masowego rażenia. Obecnie zasiada też w Irackiej Grupie Studyjnej.